# دونگا کونگوشا
دونگا کونگوشا (به صربی: Donja Konjuša) یک منطقهٔ مسکونی در صربستان است که در پروکوپلیه واقع شده‌است. دونگا کونگوشا ۳۰۵ نفر جمعیت دارد.